# 日本士業協会
一般社団法人 日本士業協会（にほんしぎょうきょうかい）は、東京都千代田区にある日本の一般社団法人。士業を対象とするビデオ、CD、DVDの出版･販売やセミナー、交流会などを中心に士業界の発展を目的とする。

## 概要
- 2009年10月13日設立
- 2010年2月東京都文京区より東京都千代田区飯田橋に移転
- 理事長　村瀬一志
- 副理事長　加藤智則
- 取り扱いジャンルは、弁護士、公認会計士、司法書士、税理士、弁理士、行政書士、不動産鑑定士、社会保険労務士などによる講義DVD、セミナーDVD、実用DVD。

## 所在地
- 東京都千代田区飯田橋4-5-6ECS第6ビル404